# Plethodon punctatus
Espèce
Statut de conservation UICN

 NT  : Quasi menacé
Plethodon punctatus est une espèce d'urodèles de la famille des Plethodontidae.

## Répartition
Cette espèce est endémique des États-Unis. Elle se rencontre au-dessus de 900 m d'altitude dans la Shenandoah Mountain et la Great North Mountain dans les comtés de Rockingham, d'Augusta et de Shenandoah en Virginie et dans les comtés de Pendleton et de Hardy en Virginie-Occidentale.

## Publication originale
- Highton, 1972 "1971" : Distributional interactions among eastern North American salamanders of the genus Plethodon. Research Division Monograph. Virginia Polytechnic Institute and State University, vol. 4, p. 139-188.